# 周期性失調症
周期性失調症（episodic ataxia）とは周期性あるいは発作性に小脳失調を示し、非発作時に失調を認めない、もしくはごくわずか認めるのみという疾患である。症候性と特発性に大別される。

## 症候性周期性失調症
症候性周期性失調症は文献的には多発性硬化症の経過中にみられるものが多いが脊髄小脳変性症の発症初期に失調症状が間欠的に出現することもある。
| 分類       | 周期性失調症原因疾患                                                                                                   |
| ---------- | --- |
| 脱髄性疾患 | 多発性硬化症 |
| 変性疾患   | 脊髄小脳変性症（SCA6など）                                                                                             |
| 血管障害   | 椎骨脳底動脈循環不全症（VBI）                                                                                          |
| てんかん   | |
| 中毒性疾患 | アルコール、鎮静薬、抗てんかん薬など                                                                                   |
| 先天奇形   | アルノルドキアリ奇形、クリッペルフェール症候群、頭蓋底陥入症、遺残性三叉動脈によるVBIなど                              |
| 腫瘍性疾患 | 小脳虫部髄芽腫、後頭蓋窩血管腫                                                                                         |
| 前庭障害   | メニエール病、良性発作性頭位めまい症など                                                                               |
| 代謝性疾患 | ハートナップ病、メープルシロップ尿症、高アラニン血症、高アンモニア血症、ピルビン酸脱水素酵素欠損症、ポルフィリン症など |

## 特発性周期性失調症
特発性の周期性失調症は臨床的にも遺伝学的にもheterogeneousな疾患である。2013年現在少なくとも8つの臨床亜型（EA1～EA7、CSE/DYT6）が知られている。いずれも常染色体優性遺伝形式をとり、幼少時発症が多い。発作持続時間、随伴症状などにそれぞれ特徴がある。
| 病型     | 変異遺伝子 | 発症年齢     | 失調持続時間   | 間欠期ミオキミア | 間欠期眼振 | 間欠期てんかん | アセタゾラミド反応性 |
| -------- | ---------- | ------------ | -------------- | ---------------- | ---------- | -------------- | -------------------- |
| EA1      | KCNA1      | 幼少期～10代 | 数秒から数分   | 特徴的           | なし       | 時折           | 時折                 |
| EA2      | CACNA1A    | 幼少期～10代 | 30分～6時間    | なし             | 特徴的     | まれ           | 有効                 |
| EA3      | unknown    | 1～42歳      | 1分～6時間     | しばしば         | 時折       | 時折           | 有効                 |
| EA4/PATX | unknown    | 23～60歳     | 短時間         | なし             | なし       | なし           | 無効                 |
| EA5      | CACNB4β4   | 20代～30代   | 数時間から数週 | なし             | しばしば   | しばしば       | 一過性               |
| EA6      | SLC1A3     | 幼少期       | 2～4日         | なし             | なし       | 特徴的         | 無効                 |
| EA7      | unknown    | ～20歳       | 数時間～数日   | なし             | なし       | なし           | 不明                 |
| CSE/DYT6 | unknown    | 2～15歳      | 20分           | なし             | なし       | なし           | 有効                 |

### 代表疾患
周期性失調症2型（EA2）
周期性失調症2型は発作間欠期も眼振が認められるのが特徴である。合併する症状として片頭痛が多いが、その他進行性失調症、変動する筋力低下、痙攣発作、ジストニアがみられることがある。原因遺伝子は第19染色体短椀にある電位依存性Caチャネルα1Aサブユニット遺伝子（CACNA1A）である。治療としては発作の誘因（運動、感情的興奮、ストレス、アルコール摂取）が明らかな場合はそれを避けるようにする。アセタゾラミドが有効である。作用機序は小脳の細胞外水素濃度を上昇させることにより酸性の環境をつくりpH変化に影響をうける変異カルシウムチャネルの機能障害を安定させることによると推察されている。周期性失調症2型と家族性片麻痺性片頭痛1型（FHM1）と脊髄小脳変性症6型（SCA6）は同じカルシウムチャネル遺伝子異常を有するallelic disorderである。